# Fläckig munkhätta
Fläckig munkhätta (Arum maculatum) är en art i familjen kallaväxter och förekommer naturligt i västra, centrala och södra Europa och österut till norra Turkiet och Kaukasus. Fläckig munkhätta odlas ibland som trädgårdsväxt i Sverige.
Fläckig munkhätta är en flerårig ört med krypande jordstam, 25-40 cm hög. Bladen har 25–45 cm långa bladkaft, bladskivan är pillik, grön och ibland med mörka fläckar. Blomstjälken blir cirka 30 cm hög och bär ett 10-20 cm långt hölsterblad som omsluter den kolvlika blomställningen. Kolven är ungefär hälften av hölsterbladets längd. Själva blommorna sitter på kolvens nedre del, som är dold av hölsterbladets ihoprullade nedre del. Den övre delen av kolven är matt purpurröd och smalt klubblik.  Den producerar en illaluktande doft. Frukterna är gulröda bär.
Hela växten, särskilt den färska roten, innehåller gifter som förstörs vid kokning eller torkning
En liknande art är munkhätta (A. cylindraceum), som dock har upprätt jordstam och ett ofläckigt hölserblad. Kolven är ungefär två tredjedelar av hölsterbladets längd. 

## Synonymer

### Svenska
På svenska har arten också kallats aronsört, arons stav, munkmössa, vanlig munkhätta.

### Vetenskapliga
- Arisarum maculatum (L.) Raf.
- Arum alpinum subsp. pyrenaeum (Dufour. ex Lapeyr.) Nyman comb. illeg.
- Arum idaeum Coustur. & Gand.
- Arum immaculatum Rchb.
- Arum immaculatum Schott
- Arum italicum var. amoenum Engl.
- Arum maculatum  var. pyrenaeum (Dufour ex Lapeyr.) P.Fourn.
- Arum maculatum var. tetrellii Corb.
- Arum malyi Schott
- Arum orientale subsp. amoenum (Engl.) R.R.Mill
- Arum pyrenaeum Dufour ex Lapeyr.
- Arum trapezuntinum Schott ex Engl.
- Arum vernale Salisb. nom. illeg.
- Arum vulgare Lam. nom. illeg.
- Arum zelebori Schott